# ヒキタクニオ
ヒキタ クニオ（1961年7月21日 - ）は、日本のイラストレーター・マルチメディアクリエーター・作家。本名は疋田 児雄。

## 人物
福岡県福岡市生まれ。福岡大学附属大濠高等学校卒業。1986年、九州産業大学芸術学部デザイン科卒業。 在学中に日本グラフィック展で奨励賞を受賞し、頭角を現す。
オブジェ、イラストレーションも手がけ、1990年東京・新宿で「ヒキタクニオのノンストップアート展」を開催。1994年CD‐ROM用ゲーム「MARINA」を制作。1998年、CD-ROMで、ブラウン管で読む小説“ブラノベ”第1作目となる「ブラノベ人生画報」を発表。同作が編集者の目に留まり、作家に転身するきっかけとなった。
「Web新潮」で「怪しい乗客簿」を、作家・水木楊らのホームページ「拒税同盟」で「拒税画報」を掲載。
2000年『凶気の桜』で作家としてデビュー。2006年、『遠くて浅い海』で第8回大藪春彦賞受賞。
「ダメ金玉」（NPO法人FINE、2013年11月3日開催「Fine祭り　ちゃんと知りたい男女の不妊」トークセッションのスペシャルゲストとしての自らの発言）の持ち主である。

## 受賞[2]
- 1985年 日本グラフィック展奨励賞(第6回)
- 1988年、JACA日本イラストレーション展銀賞
- 2006年、大藪春彦賞(第8回)〔平成18年〕「遠くて浅い海」

## 執筆作品
- 『凶気の桜』 新潮社、2000年12月／新潮文庫、2002年8月
- 『鳶がクルリと』 新潮社、2002年1月／新潮文庫、2005年8月
- 『ベリィ・タルト』 文藝春秋、2002年5月／文春文庫、2005年6月
- 『人殺しパラダイス』 新潮社、2002年11月
- 『消し屋A』 文藝春秋、2003年1月／文春文庫、2006年3月
- 『青鳥』 光文社、2003年8月／光文社文庫、2006年6月
- 『アムステルダムの日本晴れ』 新潮社、2004年5月
- 『桜小僧』 集英社、2005年2月／PHP文芸文庫、2012年9月
- 『原宿団地物語』 徳間書店、2005年5月／徳間文庫、2010年3月
- 『遠くて浅い海』 文藝春秋、2005年9月／文春文庫、2008年11月
- 『角』 光文社、2005年10月／光文社文庫、2008年8月
- 『ゴーでいこうぜ』 講談社、2005年12月
- 『東京ボイス』 講談社、2006年4月／講談社文庫、2009年6月
- 『不器用な赤』 光文社、2007年8月
- 『負の紋章』 徳間書店、2008年1月
- 『My name is TAKETOO』 文藝春秋、2008年4月
- 『上を向いて歩こう』 講談社、2008年7月
- 『女たち Some Girls』 徳間書店、2009年11月
- 『俺、リフレ』 角川書店、2009年12月
- 『さようなら、私の嘘』 光文社、2010年2月
- 『焼印なき羊たち』 講談社、2011年1月
- 『跪き、道の声を聞け』 PHP研究所、2011年3月／PHP文芸文庫、2016年3月
- 『いつか青空』 徳間文庫、2011年4月
- 『贋屋十四郎 影桜、咲かせやしょう』 徳間書店、2011年6月
- 『命は弱さを許さない』 PHP文芸文庫、2011年9月
- 『ペルフェクション』 文春文庫、2012年1月
- 『「ヒキタさん! ご懐妊ですよ」―男45歳・不妊治療はじめました』 光文社新書、2012年6月 ISBN 978-4334036904
- 『紅い三日月』 PHP研究所、2012年12月
- 『カワイイ地獄』 講談社文庫、2013年3月
- 『裸色の月』 文藝春秋、2013年8月
- 『俺、リフレ』 PHP文芸文庫、2014年1月
- 『ウドブノ 裏原宿・神宮前情報社』 光文社、2015年3月
- 『触法少女』 徳間文庫、2015年4月
- 『野良猫たちの午後』 光文社文庫、2016年5月
- 『こどもの城殺人事件』 角川文庫、2016年10月
- 『突撃ビューティフル』 廣済堂出版〈廣済堂文庫〉、2017年3月
- 『触法少女　誘悪』　徳間文庫、2018年2月

## 映画化作品
- 「凶気の桜」（2002年、東映、監督：薗田賢次、出演：窪塚洋介）
- 「鳶がクルリと」（2005年、監督：薗田賢次、出演：観月ありさ、哀川翔）
- 「ヒキタさん！ ご懐妊ですよ」（2019年、監督：細川徹、出演：松重豊、北川景子）